# Александровка (Акбулакский район)
Александровка — село в Акбулакском районе Оренбургской области России. Входит в состав Фёдоровского сельсовета.

## География
Село находится в южной части Оренбургской области, в подзоне южных сухих степей, в пределах Урало-Илекского междуречья, на расстоянии примерно 32 километров (по прямой) к северо-северо-востоку (NNE) от посёлка Акбулак, административного центра района. Абсолютная высота — 203 метра над уровнем моря.
Климат
Климат характеризуется как сухой континентальный с морозной зимой и жарким летом. Средняя температура воздуха самого тёплого месяца (июля) — 20 — 25 °C; самого холодного (января) — −15 — −20 °C. Среднегодовое количество атмосферных осадков составляет 250—280 мм. Снежный покров держится в среднем около 139—140 дней в году.
Часовой пояс
Село Александровка, как и вся Оренбургская область, находится в часовой зоне МСК+2. Смещение применяемого времени относительно UTC составляет +5:00.

## Население
| 2010 |
| ---- |
| 228  |

Гендерный состав
По данным Всероссийской переписи населения 2010 года в гендерной структуре населения мужчины составляли 49,1 %, женщины — соответственно 50,9 %.
Национальный состав
Согласно результатам переписи 2002 года, в национальной структуре населения русские составляли 48 % из 245 чел.; немцы — 28 %.

## Улицы
Уличная сеть села состоит из двух улиц и одного переулка.